# 雅罗斯拉夫·斯科布拉
雅罗斯拉夫·斯科布拉（捷克語：Jaroslav Skobla，1899年4月16日—1959年11月22日），捷克男子举重运动员。他曾代表捷克斯洛伐克参加1924年、1928年和1932年夏季奥林匹克运动会举重比赛，获得一枚金牌和一枚铜牌。